# 曼塔
曼塔（西班牙語：Manta）是厄瓜多爾的城鎮，属于馬納比省，位於該國西部，面積60.49平方公里，海拔高度6米，主要經濟活動有渔業、旅遊業和化學工業，每年平均降雨量253毫米，2001年人口192,322。

## 外部連結
- Municipality of Manta Official Site,